# تیسااسلار
تیسااِسلار (به مجاری:  Tiszaeszlár) یک منطقهٔ مسکونی در مجارستان است که در ناحیه تیساواش‌واری واقع شده‌است. تیسااسلار ۵۴٫۶۰ کیلومتر مربع مساحت و ۲٬۸۲۷ نفر جمعیت دارد.